# Norman Foster + Partners

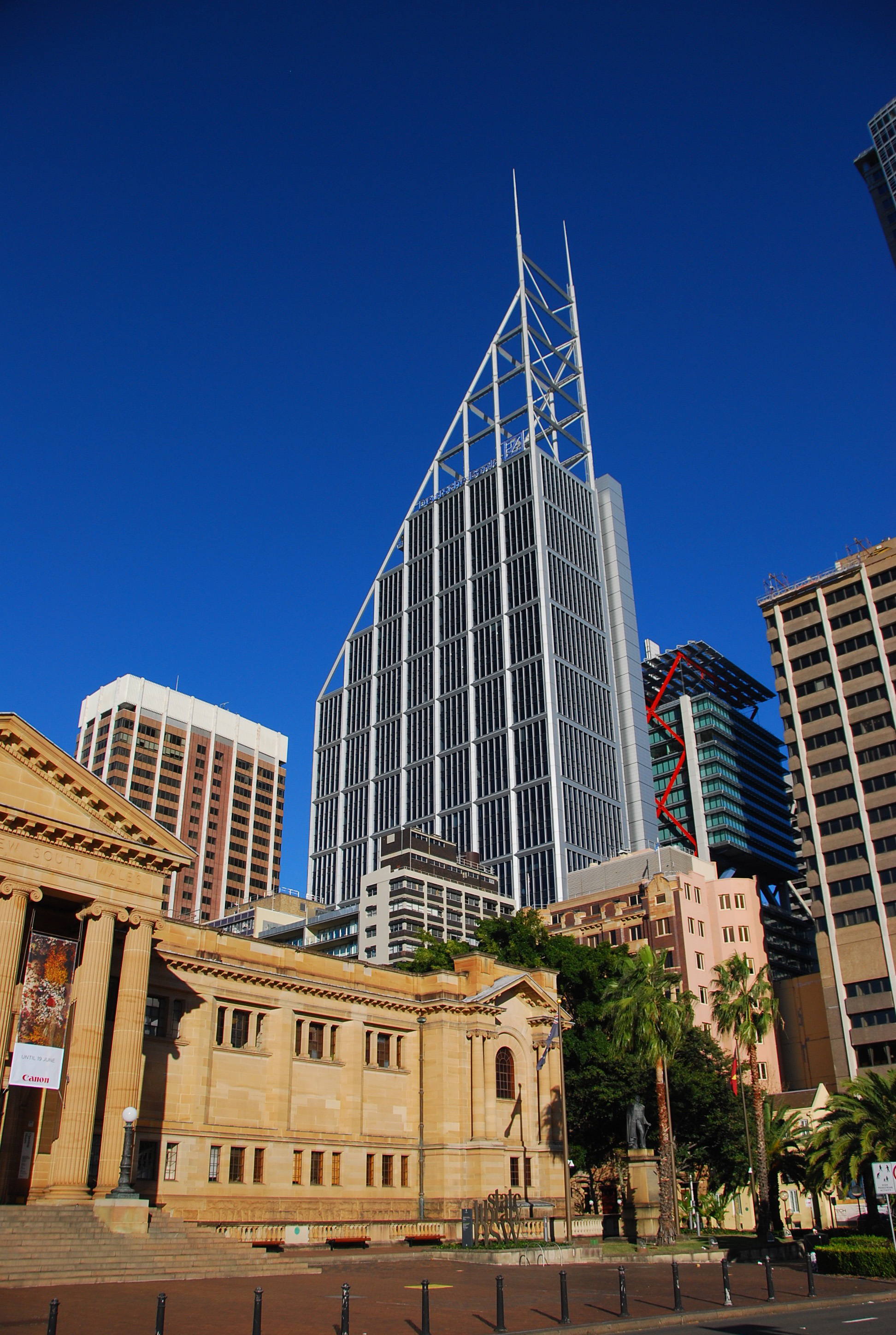
Deutsche Bank Place

Foster + Partners è uno studio di architettura e di design britannico fondato nel 1967 con sede a Londra. Lo studio è guidato dal suo fondatore e presidente Norman Foster e da Spencer de Grey. Ha ricevuto lo Stirling Prize nel 1998 e 2004.
Fondata da Norman Foster come Foster Associates nel 1967 poco dopo aver lasciato lo studio Team 4, la società è stata ribattezzata Sir Norman Foster and Partners Ltd nel 1992 e abbreviata in Foster & Partners Ltd nel 1999.
Nel 2007 l'azienda 3i ha acquistato parte della società. Questa è stata poi riscattata nel giugno 2014, per diventare interamente di proprietà dei 140 soci dello studio di architettura.

## Critiche
Lo studio di architettura Foster, nel giugno 2008, è stato criticato dal The Guardian che ha pubblicato un articolo estremamente critico sullo sviluppo immobiliare pianificato dallo studio in un'area incontaminata di una zona costiera in Bulgaria,  sottoposta alla protezione ambientale dell'UE. Il documento citava le preoccupazioni degli ambientalisti sull'impatto ambientale delle 15.000 strutture abitative da costruire previste nella zona. Il bulgaro Georgi Stanishev che voleva realizzare il complesso abitativo è il fratello di Sergei Stanishev, leader del partito socialista bulgaro, primo ministro della Bulgaria tra il 17 agosto 2005 e il 27 luglio 2009, generando un conflitto d'interessi.

## Opere
- Moor House, Londra (2004)
- 30 St Mary Axe - The Gherkin, Londra (2004)
- Deutsche Bank Place, Sydney (2005)
- Palazzo della Pace e della Riconciliazione, Astana (2006)
- Khan Shatyr, Astana (2010)
- The Bow, Calgary (2012)
- Kai Tak Cruise Terminal, Hong Kong (2013)
- Sede centrale di RMK (2020) Russia[3][4]

## Premi e riconoscimenti
- 1998 RIBA Stirling Prize per Imperial War Museum
- 2000 Welsh National Eisteddfod Gold Medal per Great Glasshouse, National Botanic Garden of Wales[5]
- 2003 MIPIM AR Future Projects Award, Grand Prix for Swiss Re
- 2004 RIBA Stirling Prize per Swiss Re
- 2007 RIBA European Award per Dresden Station Redevelopment
- 2007 RIBA International Award per Hearst Tower
- 2007 Aga Khan Award per Architecture for University of Technology Petronas
- 2008 LEAF Awards per Beijing Airport Terminal 3
- 2009 RIBA European Award per Zenith
- 2009 RIBA International Award perBeijing Airport Terminal 3
- Nel giugno 2011, la Index Tower ha ricevuto il premio Best Tall Building Middle East & Africa 2011 dal Council on Tall Buildings e Urban Habitat
- 2013 RIBA International Award per Faena Aleph Residences[6]
- 2013 RIBA International Award per Central Market Project
- 2013 RIBA Award 7 More London
- 2013 Best Bar, Restaurant & Bar Design Awards for Atrium Champagne Bar, London UK
- 2018 RIBA Stirling Prize per Bloomberg London, Londra